# Djupviksbäcken
De Djupviksbäcken is een beek in Zweden, ontstaat in een moerasgebied, stroomt door onbewoond gebied van de gemeente Kalix stroomt, ligt tussen de stroomgebieden van de Keräsjoki en Sangis älv in en mondt via de baai Djupviken in de Botnische Golf uit. De Djupviksbäcken komt door de geringe lengte van minder dan 10 kilometer niet op de lijst van rivieren binnen Zweden voor, is grote delen van het jaar bevroren en er kan niet worden gevaren.